# فورست بارك (أوكلاهوما)
فورست بارك (بالإنجليزية: Forest Park, Oklahoma)‏ هي معلم جغرافي تقع في الولايات المتحدة في مقاطعة أوكلاهوما، أوكلاهوما. يقدر عدد سكانها بـ 998 نسمة ومساحتها 5.5 كم2 و وترتفع عن سطح البحر 369 متر.

## التركيبة السكانية
حدّد مكتب تعداد الولايات المتحدة بيانات التركيبة السكانية لفورست بارك في تعداد الولايات المتحدة. في ما يلي، التركيبة السكانية حسب تعدادي 2000 و2010.

### تعداد عام 2000
بلغ عدد سكان فورست بارك 1,066 نسمة بحسب تعداد عام 2000، وبلغ عدد الأسر 433 أسرة وعدد العائلات 325 عائلة مقيمة في البلدة. في حين سجلت الكثافة السكانية 225.4 نسمة لكل كيلومتر مربع (583.8/ميل2). وبلغ عدد الوحدات السكنية 447 وحدة بمتوسط كثافة قدره 94.5 لكل كيلومتر مربع (244.8/ميل2).
وتوزع التركيب العرقي للبلدة بنسبة 22.70% من البيض و72.14% من الأمريكيين الأفارقة و1.03% من الأمريكيين الأصليين و0.66% من الأمريكيين ذوي الأصول الآسيوية و3.47% من عرقين مختلطين أو أكثر و0.75% من الهسبانيون أو اللاتينيون من أي عرق.
بلغ عدد الأسر 433 أسرة كانت نسبة 24.7% منها لديها أطفال تحت سن الثامنة عشر تعيش معهم، وبلغت نسبة الأزواج القاطنين مع بعضهم البعض 60.3% من أصل المجموع الكلي للأسر، ونسبة 11.5% من الأسر كان لديها معيلات من الإناث دون وجود شريك،  بينما كانت نسبة 3.2% من الأسر لديها معيلون من الذكور دون وجود شريكة وكانت نسبة 24.9% من غير العائلات. تألفت نسبة 21.9% من أصل جميع الأسر من عدة أفراد يعيشون في نفس المنزل ونسبة 11.1% كانت تتألف من شخص يعيش بمفرده يبلغ من العمر 65 عاماً أو أكثر. وبلغ متوسط حجم الأسرة المعيشية 2.46، أما متوسط حجم العائلات فبلغ 2.85.
بلغ العمر الوسطي للسكان 49.2 عاماً. وكانت نسبة 18.9% من القاطنين تحت سن الثامنة عشر، وكانت نسبة 6.2% بين الثامنة عشر والرابعة والعشرين عاماً، ونسبة 18.5% كانت واقعةً في الفئة العمرية ما بين الخامسة والعشرين والرابعة والأربعين عاماً، ونسبة 33.9% كانت ما بين الخامسة والأربعين والرابعة والستين، ونسبة 22.5% كانت ضمن فئة الخامسة والستين عاماً فما فوق. يوجد لكل 100 أنثى 88.7 ذكر، ويوجد لكل 100 أنثى في الثامنة عشر من عمرها فما فوق 87.0 ذكر.
بلغ متوسط دخل الأسرة في البلدة 55,536 دولارًا، أما متوسط دخل العائلة فبلغ 60,163 دولارًا. وكان متوسط دخل الذكور 37,000 دولارًا مقابل 28,250 دولارًا للإناث. وسجل دخل الفرد الخاص بالبلدة 25,300 دولارًا. وكانت نسبة 4.7% من العائلات ونسبة 5.1% من السكان تحت خط الفقر، وكان من هؤلاء نسبة 9.1% تحت سن الثامنة عشر ونسبة 6.8% في الخامسة والستين من العمر وما فوق.

### تعداد عام 2010
بلغ عدد سكان فورست بارك 998 نسمة بحسب تعداد عام 2010، وبلغ عدد الأسر 432 أسرة وعدد العائلات 303 عائلة مقيمة في البلدة. في حين سجلت الكثافة السكانية 211 نسمة لكل كيلومتر مربع (546.5/ميل2). وبلغ عدد الوحدات السكنية 462 وحدة بمتوسط كثافة قدره 97.7 لكل كيلومتر مربع (253.0/ميل2).
وتوزع التركيب العرقي للبلدة بنسبة 17.03% من البيض و73.45% من الأمريكيين الأفارقة و1.20% من الأمريكيين الأصليين و2% من الأمريكيين ذوي الأصول الآسيوية و0.80% من الأعراق الأخرى و5.51% من عرقين مختلطين أو أكثر و2.10% من الهسبانيون أو اللاتينيون من أي عرق.
بلغ عدد الأسر 432 أسرة كانت نسبة 21.3% منها لديها أطفال تحت سن الثامنة عشر تعيش معهم، وبلغت نسبة الأزواج القاطنين مع بعضهم البعض 55.3% من أصل المجموع الكلي للأسر، ونسبة 10.6% من الأسر كان لديها معيلات من الإناث دون وجود شريك،  بينما كانت نسبة 4.2% من الأسر لديها معيلون من الذكور دون وجود شريكة وكانت نسبة 29.9% من غير العائلات. تألفت نسبة 26.9% من أصل جميع الأسر من عدة أفراد يعيشون في نفس المنزل ونسبة 13.4% كانت تتألف من شخص يعيش بمفرده يبلغ من العمر 65 عاماً أو أكثر. وبلغ متوسط حجم الأسرة المعيشية 2.31، أما متوسط حجم العائلات فبلغ 2.79.
بلغ العمر الوسطي للسكان 53.9 عاماً. وكانت نسبة 15.4% من القاطنين تحت سن الثامنة عشر، وكانت نسبة 4.7% بين الثامنة عشر والرابعة والعشرين عاماً، ونسبة 14.5% كانت واقعةً في الفئة العمرية ما بين الخامسة والعشرين والرابعة والأربعين عاماً، ونسبة 39.4% كانت ما بين الخامسة والأربعين والرابعة والستين، ونسبة 26% كانت ضمن فئة الخامسة والستين عاماً فما فوق. وتوزع التركيب الجنسي للسكان بنسبة 48.5% ذكور و51.5% إناث.

## أعلام
- كزافييه الكسندر